# 16 Korpus (austro-węgierski)
16 Korpus – wyższy związek taktyczny cesarskiej i królewskiej Armii z komendą w Dubrowniku (wł. Ragusa).

## Skład i obsada personalna w sierpniu 1914
W 1914 jego dowódcą był FZM Wenzel von Wurm, zaś szefem sztabu płk Paul von Loefen. W czasie wybuchu I wojny światowej korpus był podporządkowany 6 Armii i walczył na froncie bałkańskim.
- 18 Dywizja Piechoty (18. ID): FML Ignaz Trollmann, 
  - 4 Brygada Górska (4. GBrig.): płk. Theodor Konopicky,
  - 5 Brygada Górska  (5. GBrig.): płk. Maximilian Nöhring,
  - 6 Brygada Górska (6. GBrig.): GM. Heinrich Goiginger,
  - 8 Brygada Górska (8. GBrig.): GM. Felix Andrian,

- 1 Brygada Górska (1. GBrig.): GM. Guido  Novak von Arienti,
- 2 Brygada Górska (2. GBrig.): GM. Theodor Gabriel,
- 13 Brygada Górska  (13. GBrig.): płk. Anton Graf Berchtold Freiherr von und zu Ungerschütz, Frätting und Püllütz.

## Komendanci korpusu[1]
- FML / FZM Karl Fanta (X 1909 - V 1911 → stan spoczynku z dniem 1 IX 1911)
- FML / GdI Lothar von Hortenstein (V 1911 – XII 1912)
- gen. piechoty Blasius von Schemua (do II 1914[2])
- Wenzel von Wurm (do III 1917)
- Rudolf Králíček (do IX 1918)
- Otto Ritter von Berndt (do X 1918)
- Rudolf Králíček (do XI 1918)